# Rocío Igarzábal
Rocío Igarzábal (roˈsi.o iɣarˈθaβal; San Isidro, 24 agosto 1989) è un'attrice e cantante argentina.

## Biografia
Nasce il 24 agosto 1989 a San Isidro, Buenos Aires. I suoi genitori si chiamano Joaquín e Adriana, ha due sorelle, Martina e Lucia, ed è nipote dell'attrice Soledad Silveyra. È cugina dell'attore Ramiro López Silveyra.

### Carriera
Nel 2008 ottiene il ruolo di Valeria Gutierrez, nella telenovela Teen Angels, ideata da Cris Morena e prodotta da Cris Morena Group.
Dalla telenovela è nato il gruppo TeenAngels formato da Gastón Dalmau, Lali Espósito, Peter Lanzani, Nicolás Riera e China Suárez. Nel 2011, nonostante la fine della serie e l'abbandono da parte di China Suárez, il gruppo dichiarò che avrebbe continuato a fare musica con Rocío.
Nel 2012 ha interpretato Brenda Bandi nella telenovela Dulce amor. Nel 2012, la band si scioglie, concludendo l'avventura con un ultimo concerto a Córdoba l'8 ottobre, e con il film concerto Teen Angels: el adiós 3D, uscito il 30 maggio 2013. Il 28 ottobre va in onda su Telefe la telenovela Taxxi, amores cruzados, dove ha il suo primo ruolo da protagonista. Nel 2015 interpreta Julieta nel film diretto da Juan Manuel Rampoldi, El desafio, insieme a Nicolás Riera e Gastón Soffritti.
Il 6 ottobre 2017 è stato pubblicato il suo primo album come cantante solista, Entre los árboles.

### Vita privata
Nel periodo in cui si girava Teen Angels, l'attrice ha avuto una relazione con l'attore che interpretava Simon, Pablo Martínez. Dal 2015 ha una relazione con il musicista Milton Cámara. Il 7 giugno 2016 è nata loro figlia Lupe.

## Filmografia

### Cinema
- Teen Angels: el adiós 3D, regia di Juan Manuel Jiménez (2013)
- El desafio, regia di Juan Manuel Rampoldi (2015)

### Televisione
- Teen Angels (Casi Ángeles) – serial TV (2008-2010)
- Super T - Una schiappa alla riscossa (SuperTorpe) – serie TV, 1 episodio (2011)
- Dulce amor – serial TV (2012)
- Taxxi, amores cruzados – serial TV (2013)
- Casting Móvil: Los elegidos – programma TV, giudice (2018)

## Discografia

### Da solista

#### Album in studio
- 2017 – Entre los árboles
- 2022 – Que me hablen de amor

EP
- 2025 – Volare

#### Singoli
- 2017 – Mira garúa
- 2017 – Iluminar
- 2018 – Vuelve
- 2019 – El día que me quieras (con gli Agua de Florero)
- 2019 – Sin tu querer
- 2019 – Antes de partir
- 2020 – Temor (con Santiago Periné)
- 2020 – No Quiero
- 2021 – No es mi despedida
- 2022 – Caja de cartón (con Mel Muniz)
- 2023 – Amor libre (con Lola Parda)
- 2024 – Hacia el sur (con Sofía Campos)
- 2024 – Amor, perdón (con Zenon Pereyra)
- 2025 – Abre tus ojos (con Gastón Dalmau)

### Con i TeenAngels
- 2011 – TeenAngels 5
- 2012 – Teen Angels: La Despedida

## Teatro
- El violinista en el tejado (2018)

## Tournée
- 2008/10 – Tour Teen Angels y Casi Ángeles[15]
- 2011 – Teen Angels Tour[16]
- 2012 – Tour el Adiós[17]

## Doppiatrici italiane
Nelle versioni in italiano delle opere in cui ha recitato, Rocío Igarzábal è stata doppiata da:
- Monica Vulcano in Teen Angels[18]